# 平定直隸州
平定直隸州，清代設置的直隸州。

平定州在山西省的位置（1820年）

初沿明制，為太原府平定州。评价：衝，繁。隸山西省冀寧道。雍正二年（1724年）升，仍領樂平縣，並割盂縣、壽陽縣來隸。嘉慶元年（1796年），省樂平縣入。領縣二：盂縣、壽陽縣。辛亥革命后，全国废府州厅改县，废。